# Umgängesrätt
Umgänge är en term inom familjerätten.
Ett barn har normalt rätt till umgänge med den förälder det inte bor tillsammans med. Även umgänge med andra till barnet närstående personer (tex mor- eller farföräldrar) regleras. Umgänget är i första hand till för barnet. Båda föräldrarna (även en förälder som inte är vårdnadshavare eller sörjer för barnets boende) har ansvar för att barnets behov av umgänge tillgodoses.
Om föräldrarna är överens kan de avtala om umgänget (avtalet ska godkännas av socialnämnden). Om de inte är överens kan de vända sig till socialtjänsten för att få hjälp med samarbetssamtal. En sista möjlighet är att få tingsrätten att fastställa umgänget i dom. Det finns dock ingen möjlighet att utdöma något straff om inte tingsrättens dom följs, men betecknas som umgängessabotage. 
I normala fall får en förälder (tex pappan) som minimum träffa sitt/sina barn 48 timmar varannan vecka t.ex. en helg(fredag kväll-söndag kväll). Många föräldrar har dock idag delat umgänge d.v.s. barnet bor varannan vecka hos mamman och varannan vecka hos pappan.